# Ahmed al-Ghachmi
Ahmed al-Ghachmi, né en 1938 ou 1941 dans le district de Hamdan (gouvernorat de Sanaa) et mort assassiné le 24 juin 1978 à Sanaa, est un militaire et homme d'État yéménite. Il est élu par l'Assemblée constituante (mise en place le 6 février 1978) le 22 avril 1978.
Issu de la confédération tribale Baqil et frère d'un chef de tribu, il entre dans l'armée après la révolution de 1962 et participe activement à la guerre civile jusqu'en 1970. Chef d'état-major et vice-président de la République arabe du Yémen (Nord-Yémen) sous la présidence d'Ibrahim al-Hamdi (1974-1977), il devient président le 11 octobre 1977 après l'assassinat de ce dernier.
Très proche de l'Arabie saoudite, il doit faire face à des révoltes tribales dans le nord du pays, organisées par des groupes se réclamant nasséristes et qui ont mal accepté le meurtre d’Hamdi.
Il est assassiné à son tour huit mois plus tard lors d'un entretien avec un émissaire du président du Yémen du Sud, Salem Ali Robaye. La mallette apportée par l'émissaire explose, tuant les deux hommes. Roubayya est tué trois jours plus tard lors d'un coup d'État,.